# 青山忠揚
青山 忠揚 （あおやま ただたか、1886年12月25日 - 1938年1月17日）は、日本の華族（子爵）、教育家。青山家当主。　

## 経歴
篠山藩藩主青山忠良の子である青山忠惇の二男として1886年（明治19年）に生まれる。はじめは「惇揚」と名乗った。第五高等学校を経て、1911年（明治44年）に東京帝国大学を卒業。佐賀県立鹿島中学校、私立大倉商業学校、奈良県立高田高等女学校、長野県立上田高等女学校などで教鞭を執った。1934年（昭和9年）に旧丹波篠山藩主・青山家を継ぎ、名を「忠揚」と改め、郷土の育英に尽力した。1935年（昭和10年）に襲爵し、子爵となった。

## 家族
- 妻：總（西山保吉の娘）
- 子：忠博